# Landtag Schwarzburg-Rudolstadt (1866–1869)
Dieser Artikel behandelt den  Landtag Schwarzburg-Rudolstadt 1866–1869.

## Landtag
Die Landtagswahl fand am 17. Dezember 1866 statt.
Als Abgeordnete wurden gewählt: 
| Name                                               | Wohnort/Rittergut                 | Kurie                              | Wahlkreis                                   | Anmerkung                                                                                                   |
| -------------------------------------------------- | --------------------------------- | ---------------------------------- | ------------------------------------------- | --- |
| Gustav Adolph Baumbach                             | Königsee                          | Kleiner Städte und Landbevölkerung | Oberweißbach                                | |
| August Julius Gustav Friedrich Ludwig von Beulwitz | auf Löhma und Eichicht/Rudolstadt | Größere Grundbesitzer              | Landratsamtsbezirke Rudolstadt und Königsee | |
| Friedrich Franz Biehl                              | Unterwirbach                      | Kleiner Städte und Landbevölkerung | Amtsbezirke Rudolstadt und Blankenburg      | |
| Ludwig Albert von Holleben                         | Königsee                          | Kleiner Städte und Landbevölkerung | Frankenhausen - Land I                      | |
| Karl Emil Hopfe                                    | Oberweißbach                      | Kleiner Städte und Landbevölkerung | Katzhütte                                   | |
| Johann Michael Jahn                                | Königsee                          | Größere Städte                     | Königsee                                    | Verstorben am 16. Januar 1869. Nachfolger:Obbarius                                                          |
| Wilhelm Anton Klipsch                              | Frankenhausen                     | Größere Städte                     | Frankenhausen                               | |
| Heinrich Eduard Knoch                              | Blankenburg                       | Kleiner Städte und Landbevölkerung | Amtsbezirk Ilm                              | Nachfolger für Schulze ab 6. Januar 1868                                                                    |
| Friedrich Gottfried Ludwig Lungershausen           | Schlotheim                        | Kleiner Städte und Landbevölkerung | 8                                           | |
| Johann Constant Delius Mohr                        | auf Aschau                        | Größere Grundbesitzer              | Landratsamtsbezirke Rudolstadt und Königsee | Mandat am 18. September 1869 niedergelegt. Nachfolger:Scheller                                              |
| Johann Carl Heinrich Müller                        | auf Borxleben                     | Größere Grundbesitzer              | Landratsamtsbezirk Frankenhausen            | |
| Johann August Wilhelm Neubert                      | Borxleben                         | Kleiner Städte und Landbevölkerung | Frankenhausen - Land II                     | |
| Wilhelm Ludwig Günther Obbarius                    | Königsee                          | Größere Städte                     | Königsee                                    | Stellvertreter für Jahn vom 9. Dezember 1867 bis 31. Januar 1868. Nachfolger für Jahr ab 25. September 1869 |
| August Erasmus Obstfelder                          | Königsee                          | Größere Städte                     | Königsee                                    | Stellvertreter für Jahn vom 6. bis 15. Mai 1867                                                             |
| Karl Hermann Scheller                              | auf Schwarza                      | Größere Grundbesitzer              | Landratsamtsbezirke Rudolstadt und Königsee | Nachfolger für Mohr ab 7. Oktober 1869                                                                      |
| Wilhelm Hermann Schilling                          | Bucha                             | Kleiner Städte und Landbevölkerung | Amtsbezirk Leutenberg                       | |
| Ernst Wilhelm Schmidt                              | Stadtilm                          | Größere Städte                     | Stadtilm                                    | |
| Bernhard Oskar Schulze                             | Paulinzella                       | Kleiner Städte und Landbevölkerung | Königsee - Land                             | Mandat am 20. Dezember 1867 niedergelegt. Nachfolger: Knoch                                                 |
| Christian Friedrich Constantin Sorger              | Rudolstadt                        | Größere Städte                     | Rudolstadt                                  | |
| Johann Friedrich Wilhelm Theodor Wohlfahrt         | Rudolstadt                        | Größere Städte                     | Rudolstadt                                  | |

Der Landtag wählte unter Alterspräsident Carl Müller seinen Vorstand selbst. Landtags-Director (Parlamentspräsident) wurde Constantin Sorger. Als Stellvertreter wurden Oskar Schulze (bis 20. Dezember 1867) und danach Anton Klipsch gewählt.
Der Landtag kam zwischen dem 6. Mai 1867 und dem 23. Oktober 1866 zu 57 öffentlichen Plenarsitzungen in drei Sitzungsperioden (1867, 1867/68 und 1869) zusammen.